# Hockey Eastern Ontario
Pour les articles homonymes, voir HEO.
Hockey Eastern Ontario (HEO), anciennement Ottawa District Hockey Association (ODHA), est l'organe directeur de diverses ligues juniors de hockey sur glace et d'un système de hockey mineur basé dans la grande région d'Ottawa et dans le sud-ouest du Québec.
Il s'agit de l'une des treize branches régionales de Hockey Canada.
L'Ottawa District Hockey Association (ODHA) est devenue Hockey Eastern Ontario (HEO) à l'été 2013.